# Głobino
Głobino (deutsch Gumbin) ist ein Dorf bei Słupsk (Stolp) in der polnischen Woiwodschaft Pommern.

## Geographische Lage
Głobino liegt in Hinterpommern, etwa 6 Kilometer südöstlich von Stolp. Nachbardörfer sind Płaszewko (Plassow) im Südwesten und Stanięcino (Stantin) im Nordosten. Durch die Feldmark des Dorfs fließt der Bach Glaskow.

## Geschichte
Gumbin, seiner historischen Dorfform nach ein Winkelzeilendorf, zählte in älterer Zeit zu den adligen Dörfern.  Im Park des Ritterguts waren Reste eines Burgwalls vorhanden, der im Volksmund als Fressberg oder als Kuckucksberg bezeichnet wurde. Das Gut soll sich bereits 1396 zusammen mit dem Gut Kriwan im Besitz der Familie Vormann befunden haben. Um 1450 war Lütcke Massow der Besitzer. 1523 wird ein Laffrens voreman to gumbyn genannt.  Im  18. Jahrhundert  wechselten die Besitzer häufig. Um 1784 hatte Gumbin ein großes und ein kleines Vorwerk, drei Bauern, drei Kossäten, auf der Feldmark eine von der Glaskow angetriebene Wassermühle und insgesamt 14 Haushaltungen. Im Zeitraum 1924–1938 und danach befand sich das Gut im Besitz der Familie Guhlke.
Vor 1945 gehörte Gumbin zum Landkreis Stolp im Regierungsbezirk Köslin der Provinz Pommern.  Die Gemeindefläche war 679 Hektar groß. Auf dem Gemeindegelände gab es zwei Wohnorte:
- Gumbin
- Gützlafsthal

1925 standen in Gumbin 64 Wohngebäude. Außer den Gutsbetrieb gab es 53 bäuerliche Betriebe.
1941/42 waren in dem Dorf ein Gasthof, eine Gemischtwarenhandlung, eine Schmiede und eine Stellmacherei vorhanden. Im Jahr 1945 bestanden im Dorf 111 Haushaltungen. In der im Jahr 1932 einstufigen Volksschule unterrichtete ein Lehrer 52 Schulkinder.
Gegen Ende des Zweiten Weltkriegs wurde Gumbin am 8. März 1945 von der Roten Armee besetzt und anschließend zusammen mit ganz Hinterpommern unter polnische Verwaltung gestellt. In der Folgezeit wurden die Dorfbewohner vertrieben.
Später wurden in der BRD 233 und in der DDR 62 Dorfbewohner aus Gumbin ermittelt.

### Entwicklung der Einwohnerzahl
- 1821: 104 (einschließlich der Bewohner der Wassermühle)[4]
- 1939: 432
- 2010: ca. 450

### Kirchspiel
Die Einwohner von Gumbin waren vor 1945 mit wenigen Ausnahmen evangelisch. Im Jahr 1925 hatte Gumbin vier Bewohner katholischer Konfession, was 0,9 % der Einwohnerzahl entsprach. Das Dorf war in der St.-Petri-Kirche in Stolp eingepfarrt und gehörte damit zum Kirchenkreis Stolp-Altstadt.

## Verwaltungsstruktur
Der Ort bildet heute ein Schulzenamt in der Gmina Redzikowo (Landgemeinde Reitz) im Powiat Słupski (Stolper Kreis) der Woiwodschaft Pommern.

## Söhne und Töchter des Ortes
- Robert von Massow (1839–1927), preußischer General der Kavallerie.